# Bellucia villosa
Bellucia villosa är en tvåhjärtbladig växtart som beskrevs av Gustavo Lozano-Contreras och L.M.Quinones. Bellucia villosa ingår i släktet Bellucia och familjen Melastomataceae.
Artens utbredningsområde är Colombia. Inga underarter finns listade i Catalogue of Life.